# Heidemarie Rest-Hinterseer

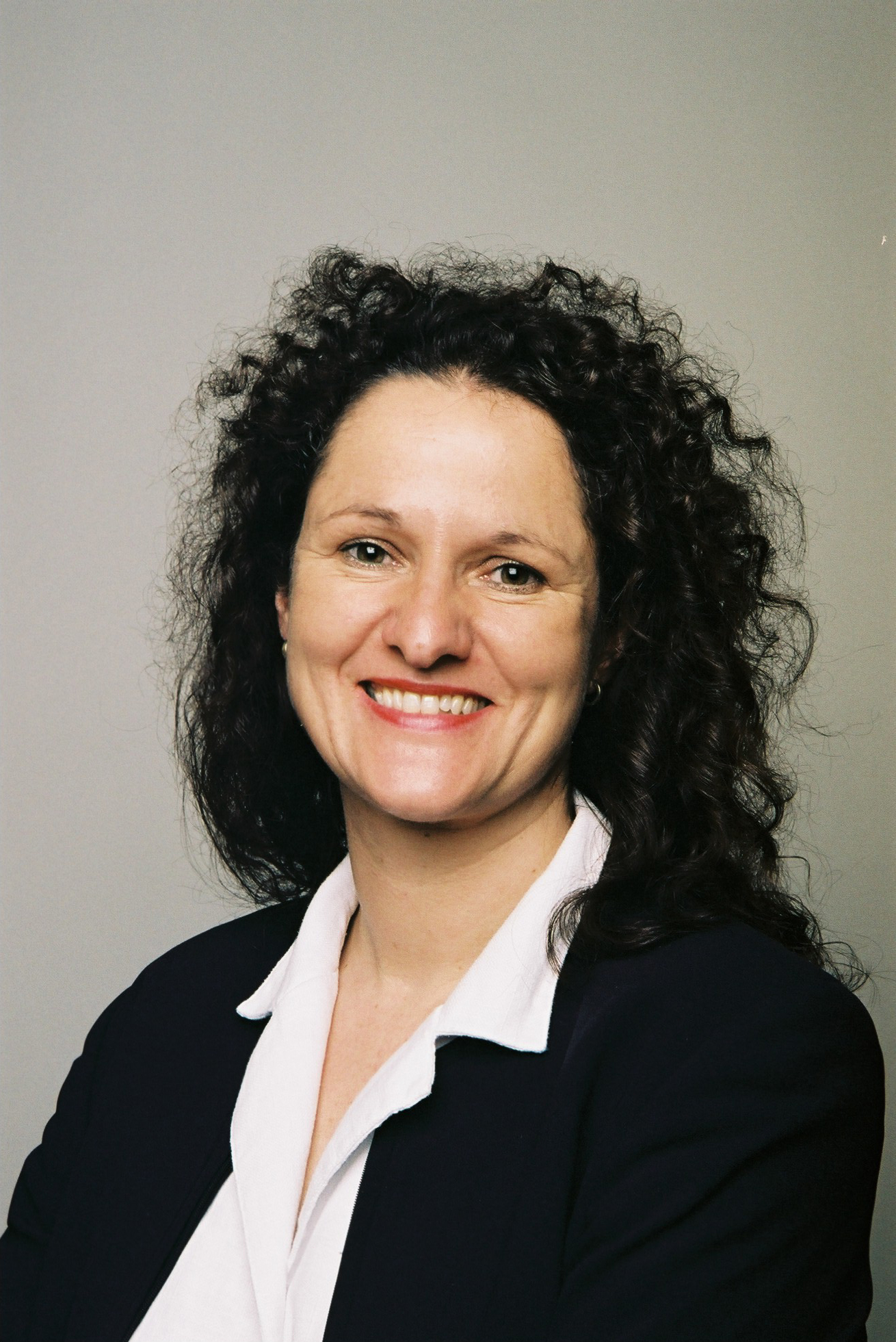
Heidemarie Rest-Hinterseer, 2006

Heidemarie Rest-Hinterseer (* 23. Februar 1959 in Zell am See) ist eine österreichische Politikerin (Grüne). In der 22. Legislaturperiode (2002 bis 2006) war sie Abgeordnete zum Nationalrat sowie Regionen- und Tourismussprecherin. Von 2007 bis 2019 war Heidemarie Rest-Hinterseer Geschäftsführerin der Salzburger Ökostrombörse.

## Ausbildung
Heidemarie Rest-Hinterseer besuchte zwischen 1965 und 1977 die Volks-, Haupt- und Mittelschule in Saalfelden und Salzburg und ließ sich anschließend bis 1979 an der Akademie für Sozialarbeit Wien zur Diplom-Sozialarbeiterin ausbilden. 1983 bis 1984 absolvierte Rest-Hinterseer zudem eine Ausbildung für Regionalbetreuung. 2007 absolvierte Rest-Hinterseer die Diplomprüfung an der FH St. Pölten.

## Beruflicher Werdegang
Nach dem Abschluss an der Sozialakademie arbeitete Rest-Hinterseer zunächst bis 1985 als Sozialarbeiterin am Jugendamt Zell am See und baute ein Jugendzentrum in Saalfelden auf. Danach wechselte sie zum Verein Neustart als Bewährungshelferin und wurde 1987 zudem Bäuerin in Dorfgastein. Ab 1995 begann sie mit dem Aufbau des PAP (Projekt für Langzeitarbeitslose) im Pongau. Ab 1997 baute Rest-Hinterseer ein Frauenberatungs und -begegnungszentrum in Altenmarkt auf, 1998 ein soziales Netzwerk im Pongau.

## Politische Karriere
Während ihrer Zeit an der Sozialakademie in Wien arbeitete Rest-Hinterseer bei der Wiener Organisation gegen Atomkraftwerke (WOGA) mit, 1979 bis 1982 bei einer Initiative Pinzgauer Atomkraftwerksgegner. Ab 1981 engagierte sie sich bei der Bergbauern- und Bergbäuerinnenvereinigung ÖBV und ab 1985 bei der Europäischen Bauernkoordination CPE. 1993 gründete Rest-Hinterseer die Unabhängige Liste für Dorfgastein (heute Grüne Dorfgastein), die sie 1999 bis 2004 als Mandatarin im Gemeinderat vertrat. Ab 1999 ist sie auch Vorstandsmitglied bei den Salzburger Grünen. Bei den Nationalratswahlen 2002 errang Rest-Hinterseer das 1. Mandat der Salzburger Grünen für den Nationalrat. 2004 gewannen die Grünen Dorfgastein ein Mandat hinzu, zudem gründete Rest-Hinterseer in diesem Jahr die Grünen Bäuerinnen und Bauern Salzburg. 2006 schied Rest-Hinterseer aus dem Nationalrat aus, nachdem sie bei den internen Wahlen der Grünen um die Reihung auf dem Landeswahlvorschlag überraschend gegen die damalige Landesgeschäftsführerin Birgit Schatz verloren hatte.